# Айлъндс
Айлъндс (на английски: Islands Region) е един от четирите региона на Папуа Нова Гвинея. разположен е на территориятя на архипелага Бисмарк и Северни Соломонови острови. Това е най-ненаселеният регион на страната с население от 1 096 543 души (2011), което представлява 15,07 % от населението на Папуа Нова Гвинея. Историята на региона се различава от историята на останалите региони: тук са разпространени австронезийските езици и са открити в хода на археологическите разкопки елементи на културата Лапита.
Регионът включва в себе си 4 провинции и един автономен регион:
- Източна Нова Британия
- Манус
- Нова Ирландия
- Автономен регион Бугенвил
- Западна Нова Британия.

## Забележки
1. ↑  Преброяване на населението — (2011) Geohive
2. ↑  Преброяване на населението — (2011) Png Nso